# Захват Месопотамии Сефевидами
Захват Месопотамии Сефевидами — военный поход Шаха Аббаса Ι против Османов. Является частью 5-й по счёту Османо-Сефевидской войны 1623-1639 годов.
В 1623 году шах Аббас I начал поход против Османской империи в Месопотамию с целью взять под контроль шиитские святыни — Наджаф и Кербелу, где находились могилы имамов Али и Хусейна. Контроль над этими святынями усиливал позиции Сефевидов как лидеров шиитского мира, а также позволял контролировать торговые пути, связывавшие Азербайджан с Аравией и Сирией.
Война между Османами и Сефевидами шла уже долгое время, и этот поход был её частью. Османская империя была ослаблена внутренними проблемами, войнами с Австрией и Польшей в Европе, а также мятежом наместника Багдада Бекир-паши, который пытался объявить независимость. Всё это давало шаху Аббасу I значительное преимущество.
Летом 1623 года войско гулямов выступило из Азербайджана на территорию современного Ирака. Сефевиды заняли шиитские святые города Наджаф и Кербелу. Османские войска либо сдавались, либо бежали с поля боя. Продвигаясь дальше, в октябре 1623 года шах Аббас I осадил Багдад. Бекир-паша пытался договориться с Сефевидами, но был убит своими же людьми. Османский гарнизон держал оборону два месяца, однако в декабре 1623 года Багдад пал.
Новоприбывший султан Мурад IV тяжело пережил поражение Османской империи и потерю Багдада, который являлся важнейшим стратегическим городом для турок. Только в 1638 году он вновь осадил Багдад, взял его штурмом и жестоко расправился с защитниками. Однако к этому времени Сефевидское государство уже приближалось к своему закату.